# Ydby
Ydby is een plaats in de Deense regio Noord-Jutland, gemeente Thisted. De plaats telt 302 inwoners (2008).